# Nikolaj Vasil'evič Orlov
Nikolaj Vasil'evič Orlov (in russo Никола́й Васи́льевич Орло́в?; governatorato di Tula, 8 maggio 1863 – Mosca, 5 agosto 1924) è stato un pittore russo.

## Biografia

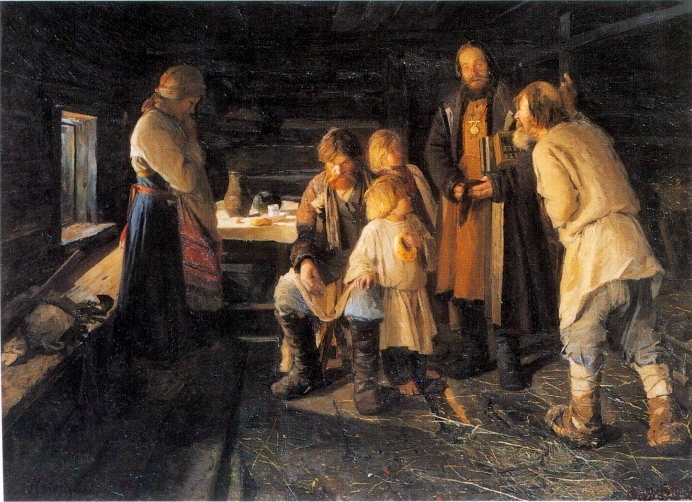
Le tasse, 1895, Galleria Tret'jakov

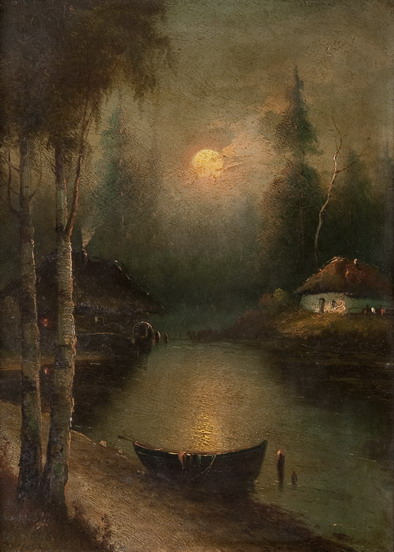
Serata di luna, circa 1900

Nikolaj Vasil'evič Orlov nacque nel governatorato di Tula l'8 maggio 1863, in una famiglia di contadini.
Si avvicinò all'arte seguendo gli insegnamenti dello zio pittore di icone in un villaggio in provincia di Tula.
Successivamente si iscrisse all'Istituto di pittura, scultura e architettura di Mosca (1882-1893), dove studiò sotto la guida di Vladimir Egorovič Makovskij e di Illarion Michajlovič Prjanišnikov, e diventò membro, sin dagli inizi, del movimento dei Peredvižniki (in russo: Передвижники? ovvero gli Itineranti o Ambulanti), dedicandosi alla raffigurazione dell'ambiente contadino russo della fine del XIX secolo.
Nel 1892, insieme alla sua famiglia, si trasferì in un villaggio nei pressi di Kaluga, dove lavorò per dipingere la chiesa.
Nel 1893-1894 espose le sue opere alle mostre della Società di amanti d'arte moscovita.
Con occhi populisti mise in evidenza lo stato di abbandono, la miseria, la drammaticità delle condizioni di vita dei contadini (La morente, 1892; Le tasse, 1895; L'addio agli emigranti, 1896; Un passato recente, 1904; La fustigazione, 1904; Per amor di Cristo, 1905).
I suoi dipinti si caratterizzarono per un verismo di ottima qualità, per l'affermazione di un'idea, per la descrizione psicologica, ma evidenziarono anche una fremente drammaticità, che Orlov ottenne grazie al gioco di luci e a quello cromatico, ottenendo effetti di profondità e di movimento.
Dopo il 1890 Orlov ricevette l'influsso del tolstoismo, una corrente di pensiero nata in Russia negli anni ottanta dell'Ottocento, avendo come riferimento la dottrina morale di Lev Tolstoj, spesso associata al comunismo cristiano e soprattutto all'anarchismo cristiano, e strinse amicizia con il grande scrittore, filosofo ed educatore russo, smettendo quasi di dipingere, e dedicandosi soprattutto all'insegnamento.
Le opere di Orlov sono presenti in molte collezioni museali, tra cui la Galleria Tret'jakov.

## Opere
- La morente, 1892;
- Le tasse, 1895;
- L'addio agli emigranti, 1896;
- Un passato recente, 1904;
- La fustigazione, 1904;
- Per amor di Cristo, 1905.